# Kumarađiva
Kumarađiva ili Kumaradživa (Kumārajīva; tradicionalni kineski: 鳩摩羅什; pinjin: Jiūmóluóshí; takođe Chiu mo lo shih; 344 – 413) je bio budistički monah, učitelj i prevodilac, jedan od velikih učitelja škole Srednjeg puta u Kini.
Indijski monasi, Kumarađiva i učitelj meditacije Budhabadra delali su u Kini početkom 5. veka i zajedno sa svojim učenicima u velikoj meri utrli put čan budizmu. Kumarađiva se smatra jednim od najvećih prevodilaca kineskog budizma. Prema Lu Čengu, Kumarađivini prevodi su „bez premca u smislu tehnike prevođenja, i u pogledu stepena vernosti“.
Kumarađiva je prvo proučavao učenja sarvastivadinskih škola, kasnije je studirao pod Budasvaminom, da bi konačno postao pristalica mahajana budizma, proučavajući Nagarjunovu doktrinu Madjamake. Nakon što je savladao kineski jezik, Kumarađiva se nastanio kao prevodilac i naučnik u Čanganu (oko 401. godine). On je bio šef tima prevodilaca koji je uključivao i njegovog prepisivača Sengrui. Ovaj tim je bio odgovoran za prevod mnogih sanskritskih budističkih tekstova na kineski.
Kumarađiva je takođe u Kinu uveo Madjiamaka školu budističke filozofije koja će kasnije biti nazvana Sanlun („Škola tri traktata“).

## Život
Kumarađiva je bio Indijac, ali je rođen na području današnjeg Kineskog Turkestana. Obrazovao se u Sarvastivada školama, potom kod Budhasvamina, da bi na kraju postao sledbenik mahajane i studirao Nagarđuninu školu Srednjeg puta. Godine 401. je došao u Čangan (današnji Sijan u pokrajini Šensi), prestonicu tadašnje severnokineske države Jin, gde je živeo do svoje smrti, 413. podine.
Tokom tih trinaest godina on je preveo veliki broj budističkih tekstova sa sanskrita na kineski jezik. Takođe je poučavao brojne učenike, od kojih su neki postali veoma uticajni. Medu Kumarađivinim učenicima, najistaknutiji su Seng-čao, koji je povezao madjamika i taoističke tekstove, i Tao-šeng, koji je zastupao doktrinu iznenadnog probuđenja.

### Rani život
Kumarajivin otac Kumarajana je bio iz drevne Indije, verovatno iz današnjeg Kašmira, njegov otac je bio indijski princ, sin visokog ministra, na kojeg je kralj Kuče izvršio pritisak da se oženi njegovom mlađom sestrom, te je njegova majka bila Kučanska princeza i pobožni budista koja je značajno uticala na njegove rane studije. Njegov deda Ta-to se smatra da je imao dobru reputaciju. Njegov otac se zamonašio, napustio Kašmir, prešao planine Pamir i stigao u Kuču, gde je postao kraljevski sveštenik. Kraljeva sestra, Dživa, poznata i kao Dživaka, udala se za njega i imali su sina, Kumarađiva. Dživaka se pridružila manastiru Cio-li, severno od Kuče, kada je Kumarađiva imao samo sedam godina.
Kao dečak (počevši od 9 godina), Kumarađiva je učio Agame i Sarvastivada Abhidharmu kod majstora u Severnoj Indiji, Kašmiru i Kuči, koji su bili centri monaštva i učenja Sarvastivade. Kasnije je prešao i proučavao Mahajanu pod kašmirskim Budajašama u Kašgaru. Dobio je puno monaštvo sa 20 godina u Kuči i takođe je proučavao Sarvastivada Vinaju zajedno sa filozofijom Madhjamake. Vremenom je postao poznata ličnost poštovana zbog svog širokog učenja i veštine u debati.

### Hvatanje, zatvaranje i puštanje na slobodu
Godine 379, Kumarađiva slava je dosegla u Kinu kada je kineski budistički monah po imenu Seng Đuen posetio Kuču i opisao Kumarađive sposobnosti. Car Fu Đen (苻堅) iz bivše dinastije Ćin je tada uložio napore da dovede Kumarađiva u glavni grad Ćina, Čangan. Da bi to uradio, njegov general Lu Guang je poslat sa vojskom da osvoji Kuču i vrati se sa Kumarađivom. Zapisano je da je Fu Đen rekao svom generalu: „Pošalji mi Kumarađiva čim osvojiš Kuču.“ Međutim, kada je glavna vojska Fu Đena u glavnom gradu bila poražena, njegov general Lu Guang je proglasio svoju državu i postao vojskovođa u 386. godine, a Kumarađiva je zarobljen kada je imao oko 40 godina. Pošto nije bio budista, Lu Guang je držao Kumarađivu u zatvoru  mnogo godina, esencijalno kao plen. Za to vreme, smatra se da je Kumarađiva upoznao kineski jezik. Lu je takođe naterao Kumarađiva da se oženi ćerkom kralja Kuča, te je bio primoran da odustane od svog monaškog zaveta.
Nakon što je porodica Jao iz bivšeg Ćina zbacila prethodnog vladara Fu Đena, car Jao Sing je više puta molio vojskovođe porodice Lu da oslobode Kumarađivu i pošalju ga na istok u Čangan. Kada porodica Lu nije želela da oslobodi Kumarađivu od svog zatočeništva, ogorčeni Jao Sing je poslao vojsku u Ljangdžou kako bi porazio vojskovođe porodice Lu i oslobodio Kumarađivu. Konačno je vojska cara Jao uspela da pobedi porodicu Lu, a Kumarađiva je doveden na istok u prestonicu Čangan 401. godine.

### Čangan i prevodilački rad
U Čanganu, Kumarađiva je predstavljen caru Jao Singu, dvoru i budističkim vođama. Postao je poznat i poštovan u Kini, dobivši titulu „Nacionalnog učitelja“ (guoši). U Čanganu je Kumarađiva predvodio prevodilački tim naučnika koji je sponzirao dvor. Oni su radili na prevođenju brojnih sanskritskih budističkih tekstova na kineski jezik. Jao Sing ga je smatrao svojim učiteljem, a mnogi mladi i stari kineski budisti su konvergirali njemu, učeći kako iz njegovih direktnih učenja, tako i kroz aktivnosti njegovog prevodilačkog biroa u Sjaojao vrtovima, gde su se održavale dnevne sesije (kojima je prisustvovalo preko hiljadu monaha). U roku od desetak godina, Kumarađivin prevodilački biro preveo je oko trideset pet sutri u 294 svitka. Njegovi prevodi se i danas koriste u kineskom budizmu. Kumarađiva je imao četiri glavna učenika koji su radili u njegovom timu: Daošenga (竺道生), Sengdžaoa (僧肇), Daoronga (道融) i Sengruija (僧睿).

## Naučni rad

### Prevod
Kumarađiva je revolucionisao kineski budizam, a stil prevođenja njegovog tima poznat je po svojoj jasnoći i po prevazilaženju prethodnog sistema prevoda „geji“ (podudaranje koncepta) koji je nastojao da uspostavi ekvivalente budističke terminologije sa daoističkim i konfučijanskim terminima. Kumarađivov čitljiv stil prevoda bio je prepoznatljiv, posedovao je glatkoću koja odražava njegov prioritet u prenošenju značenja za razliku od preciznog doslovnog prenošenja. Zbog toga su njegovi prevodi osnovnih mahajanskih tekstova često ostajali popularniji od kasnijih, doslovnijih prevoda, npr. onih koje je uradio Sjuencang.
Kumarađivi prevodi su bili veoma uticajni na razvoj budističkog kineskog i uveli su veoma često korišćene terminologije, kao što su:
- 大乘 ''Dà chéng'', ili „veće vozilo“, za sanskritski izraz Mahajana
- 念處 „niàn chǔ” za smrtjupastana (postavljanje svesnosti)
- 菩提 „pú tí” za Bodi (buđenje)
- 性 „xìng” za datu (priroda, izvor)

Ovi prevodi su bili grupni napor, i stoga je tačnije reći da ih je prevela komisija koju je vodio Kumarađiva, a ne samo Kumarađiva. Proces prevođenja počeo bi čitanjem teksta od strane Kumarađive, koji je takođe davao usputne komentare na kineskom. Kineski monasi i studenti razgovarali bi o tekstu sa Kumarađivom i među sobom. Iz ovog procesa bi proizašao prevod na kineski, koji bi proveravao Kumarađiva. Tekst je zatim zapisan i revidiran više puta. To su takođe bili javni događaji kojima su prisustvovali poklonici, uključujući cara Jao Singa.

## Literatura
- Ju-Lan, Fung (1977). Istorija kineske filozofije. Beograd: NOLIT.
- Enciklopedija živih religija, Nolit.
- Chandra, Moti (1977), Trade and Trade Routes in Ancient India, Abhinav Publications, ISBN 9788170170556
- Eitel, E.J.; Edkins, Joseph (1871), „Handbook for the Student of Chinese Buddhism”, The Chinese Recorder and Missionary Journal, FOOCHOW.: American Presbyterian Mission Press, 3: 217
- Kumar, Yukteshwar (2005), A History of Sino-Indian Relations, APH Publishing Corporation, ISBN 978-8176487986
- Lu, Yang (2004), „Narrative and Historicity in the Buddhist Biographies of Early Medieval China: The Case of Kumārajīva”, Asia Major, Third Series, 17 (2): 1—43, Архивирано из оригинала 07. 10. 2022. г., Приступљено 18. 08. 2022
- Nan, Huai-Chin (1998), Basic Buddhism: Exploring Buddhism and Zen, ISBN 978-1578630202
- Nattier, Jan (1992), „The Heart Sutra: A Chinese Apocryphal Text?”, Journal of the International Association of Buddhist Studies, 15 (2): 153—223, Архивирано из оригинала 29. 10. 2013. г., Приступљено 18. 08. 2022
- Nattier, Jan (2005), A Few Good Men: The Bodhisattva Path according to The Inquiry of Ugra (Ugraparipṛcchā), University of Hawaii Press, ISBN 978-0824830038
- Pollard, Elizabeth (2015), Worlds Together Worlds Apart, New York: W.W. Norton Company Inc, стр. 287, ISBN 978-0-393-91847-2
- Puri, B. N. (1987), Buddhism in Central Asia, Motilal Banarsidass Publishers Private Limited, ISBN 978-8120803725
- Singh, Upinder (2009), A History of Ancient and Early Medieval India: From the Stone Age to the 12th Century, Pearson Education India, ISBN 978-8131716779
- Smith, David Howard (1971), Chinese Religions From 1000 B.C. to the Present Day, Weidenfeld & Nicolson
- Wu, Ching-hsing (1938), „Some Notes on Kao Seng Chuan”, T'ien Hsia Monthly, Kelly and Walsh, ltd., 7
- Zürcher, Erik (2007). The Buddhist Conquest of China: The Spread and Adaptation of Buddhism in Early Medieval China. BRILL.
- This article incorporates text from The Chinese recorder and missionary journal, Volume 3, a  publication from 1871 now in the public domain in the United States.

## Spoljašnje veze
- Kumarađiva на сајту Пројекат Гутенберг (језик: енглески)
- Kumarađiva на сајту Internet Archive (језик: енглески)